# Чадський національний союз
Чадський національний союз (фр. Union Nationale Tchadienne, UNT) — чадська мусульманська радикальна політична партія, яку заснували в 1958 році Ісса Дана, Махамут Утман і Абба Сіддік. Початково партія була створена для агітації проти вступу країни до Французької співдружності на референдумі, який проводився напередодні здобуття Чадом незалежності. Партія закликала до радикальних політичних реформ, для впровадження яких вважала доцільним наразі необхідності застосовувати силу. Партія була заборонена в 1962 році, коли президент Чаду Франсуа Томбалбай оголосив свою Прогресивну партію Чаду єдиною легальною політичною партією країни. UNT продовжив існування як таємна нелегальна організація під керівництвом Ібрагіма Абачі, діючи в основному серед чадських емігрантів у сусідньому Судані. В 1966 UNT об’єднався з іншою опозиційною організацією, Фронтом визволення Чаду (Front de Libération du Tchad), створивши Фронт національного визволення Чаду (Front de Libération Nationale du Tchad, FROLINAT).